# HCJB Global
HCJB Global, voorheen bekend als HCJB World Radio, is een christelijke evangelisatie- en gezondheidszorgorganisatie die het bekendst is door haar radiostation met het hoofdkantoor in Quito (Ecuador), dat programma's in diverse talen uitzendt via de korte en middengolf en FM-band, satelliet en internet. De zenders staan in Pifo.
De officiële naam van de organisatie luidt World Radio Missionary Fellowship, Inc. Samen met lokale stations zenden ze uit naar meer dan 100 landen en in meer dan 120 talen. Per 1 januari 2007 is de naam HCJB World Radio veranderd in HCJB Global om daarmee de integratie van media, gezondheidszorg en discipelschap binnen HCJB aan te geven.
Het mission statement van HCJB is "het helpen van dynamische media- en gezondheidszorgbedieningen die uitdrukking geven aan de liefde van Jezus Christus voor deze wereld".
De twee hoofd-bedieningen van HCJB Global zijn HCJB Global Voice (de radio-tak) en HCJB Global Hands (de gezondheidszorg-tak). Sleutelkenmerk van beide is de dynamische integratie van media en gezondheidszorg wereldwijd om zo mensen te bereiken met de blijde boodschap van Jezus Christus.

## Betekenis van de afkorting
De letters "HCJB" staan in het Engels voor Heralding Christ Jesus' Blessings (het verkondigen van de zegeningen van Jezus Christus), wat tegelijk de leus van het kortegolfstation in Ecuador is. In het Spaans staan de letters voor Hoy Cristo Jesus Bendice (moge Jezus Christus u vandaag zegenen). In het Duits gebruikt men Höre Christi Jesu Botschaft (luister naar Jezus Christus' boodschap).

## Geschiedenis
HCJB Global begon in Quito, de hoofdstad van Ecuador, op 25 december 1931 en werd opgericht door Clarence W. Jones, een student van het Moody Bible Institute, Reuben Larson en andere Amerikaanse evangelische christenen en zendelingen.
"Project Outreach" begon in 1975, en werd afgerond in 1980 met de installatie van de HC500-zender (500 kW) in Ecuador.
Familie Moore (met de zoon van Clarence, Clyde) nodigde HCJB Global later opnieuw uit zich te vestigen bij Crown International, nu als het Engineering Center. De bedoeling was om een 100.000 watt sterke kortegolfzender te bouwen voor HCJB Global en haar partners, verenigd in de organisatie "World by 2000".
"World by 2000" ("De wereld in 2000") was een gezamenlijk project van HCJB Global, Trans World Radio, Far East Broadcasting Company, FEBA Radio, SIL International, Words of Hope en andere evangelische radiostations om christelijke uitzendingen te maken in de belangrijkste talen op de wereld (talen met meer dan 1 miljoen sprekers) in het jaar 2000. Later is de naam van het project veranderd in "World by Radio" ("De wereld bereikt door radio").
In 1986 werd het Engineering Center officieel geopend en stond onder leiding van David Pasechnik.
Sinds 1989 houdt HCJB Global zich bezig met onderzoek, ontwerp, training en technische hulp aan FM-zenders, radio-automatiseringssystemen, de distributie van satellietschotels, antennes, enzovoort.

## HCJB Global Voice
HCJB Global Voice is naast de al genoemde radio-uitzendingen betrokken bij andere media zoals televisie en internet.
De televisiebewerking heet Televozandes (stem van de Andes) en de programma's worden gedistribueerd door heel Latijns-Amerika.
De internetsite verspreidt de radioprogramma's in meer dan tien verschillende talen.
In Ecuador wordt door HCJB Global Voice geholpen bij de installatie van hydro-elektrische apparatuur in de stad Papallacta en in Pifo opereert ze een internationaal uitzendpark voor radio.

## HCJB Global Hands
Alhoewel HCJB Global uitsluitend begon als radiostation zijn er in de voorbije decennia diverse bedieningen bijgekomen.

### Onderwijs-bedieningen
- Apoyo ("hulp" in het Spaans), dit is een bediening die zich richt op evangelisatie, de ontwikkeling van de lokale gemeente en het ondersteunen van Latijns-Amerikaanse gemeenteleiders bij de taak van voorganger. Deze bediening begon in 1992 als een gezamenlijk initiatief van HCJB Global Hands en Leadership Resources International.
- The Christian Academy of the Air is een bediening die al rond 1955 startte en bestaat uit een breed scala van Bijbellessen, theologie en christelijke handreiking.
- The Christian Center of Communications is een driejarige mediaopleiding voor Spaanssprekenden, erkend in de Verenigde Staten en Ecuador.

### Medische bedieningen
- Het ziekenhuis Hospital Vozandes-Quito, gesticht in 1955, is een modern stedelijk ziekenhuis in Quito, de hoofdstad van Ecuador. Het ziekenhuis verzorgt allerhande medische ingrepen voor de lokale bevolking alsook buitenlanders. Het ziekenhuis heeft 76 bedden.
- Een ander ziekenhuis, Hospital Vozandes-Shell staat in de stad Shell in het oerwoud en verleent haar medische diensten aan de bevolking in het Ecuadoraanse Amazonegebied sinds 1958. Dit ziekenhuis werkt nauw samen met de zendingsorganisatie Mission Aviation Fellowship, die met vliegtuigjes voor vervoer zorgt; zij verwijzen vaak patiënten uit de onherbergzame omgeving door naar het ziekenhuis.

### Ontwikkelingshulp
HCJB Global Hands verzorgt ook een aantal ontwikkelingshulpprojecten in Ecuador:
- Schoon drinkwater-projecten: deze zorgen voor middelen om in schoon drinkwater te voorzien in afgelegen gebieden.
- Medische mobiele klinieken: deze geven medische hulp op het platteland.
- Mobiele tandartsen: verzorgen gebitten van de arme bevolking in het oerwoud.

Tegelijkertijd met de medische hulp wordt de mensen ook verteld over de liefde van Jezus voor hen.
In 2005 heeft HCJB Global Hands met haar medische bedieningen 300.000 Ecuadoranen geholpen.
HCJB Global Hands strekt zich nu ook uit naar gebieden buiten Ecuador en Latijns-Amerika. Ze werken samen met medici in landen als Malawi, Congo-Brazzaville en Zuid-Afrika. De afgelopen jaren hebben ze ook korte-termijn-teams voor medische noodhulp gestuurd naar Indonesië, Pakistan en Libanon om te helpen bij de noodhulp na diverse rampen.

## Trivia
- In de jaren 1940 verkreeg Clarence Moore patent op het ontwerp van de quad-antenne. Deze antenne wordt vaak gebruikt door radioamateurs over de hele wereld. Moore ontwierp deze antenne nadat er problemen waren opgetreden bij het gebruik van zijn straalantenne door de ijle berglucht. De uiteinden van de antenne ontwikkelden een sterke straalontlading waardoor zijn antenne smolt.
- Het HCJB Global Technology Center (voorheen "HCJB World Radio Engineering Center" genaamd) begon met het ontwerpen en bouwen van gespecialiseerde, voordelige kortegolfzenders. De eerste keer dat een team van technici van HCJB World Radio een opdracht aannam van de familie Moore om te werken in Elkhart (Indiana, VS) was de opdracht om een 500 kW-kortegolfzender te bouwen die elke willekeurige Russische stoorzender aan zou kunnen.
- Er bestond een speciale band tussen HCJB Global en Crown International via de oprichter Clarence Moore, die tijdens de beginjaren hoofdtechnicus was bij HCJB Global in Ecuador.